# John Copley, 1:e baron Lyndhurst
John Singleton Copley, 1:e baron Lyndhurst, född den 21 maj 1772 i Boston, död den 12 oktober 1863, var en brittisk rättslärd och statsman, son till målaren John Singleton Copley.
Copley överflyttade tillsammans med sin mor, som tillhörde en lojalistfamilj, redan 1775 till England  
och fick sin juridiska utbildning vid universitetet i Cambridge. Han blev 1804 - försenad av ekonomiska svårigheter - praktiserande advokat och vann snart som sådan stort anseende. År 1818 ledamot av underhuset, där han slöt sig till torypartiet, fick han snart namn om sig som en av husets bästa talare och utnämndes 1819 till solicitor general. Som sådan fungerade han 1820 å kronans vägnar i skilsmässoprocessen inför överhuset mot drottning Karolina och belönades därför med knightvärdighet. År 1824 blev han attorney general och 1826 riksregistrator (master of the rolls). 
Efter att i alla dessa höga kronjuristbefattningar ha ökat sitt juridiska anseende kallades Copley, då Canning 1827 bildade sin ministär, till lordkansler efter lord Eldon och upphöjdes till peer med titeln baron Lyndhurst. Han satt kvar som lordkansler även i Goderichs och Wellingtons kabinett 
och utövade särskilt i det senare starkt politiskt inflytande. Med Wellington avgick han i november 1830 och utnämndes i december samma år till ett högt domarämbete (chief baron of the exchequer). 
I överhuset bekämpade Lyndhurst energiskt reformbillen och var under många år husets främste talare på torysidan. Han var ånyo lordkansler i Peels båda kabinett november 1834-april 1835 och 1841-1846, erbjöds 1851 ånyo samma ämbete, men avböjde det till följd av ohälsa. I överhusets förhandlingar deltog han emellertid ända till 1861, då han nära nittioårig där höll sitt sista tal. I umgängeslivet intog Lyndhurst genom kvickhet och lysande sällskapsgåvor en synnerligen bemärkt plats.